# Angelica lucida
Angelica lucida är en växtart i släktet kvannar (Angelica) och familjen flockblommiga växter. Den beskrevs av Carl von Linné 1753.
Arten är en perenn ört som förekommer längs Nordamerikas kuster, från Alaska till Kalifornien i väst och från Labrador till Virginia i öst.